# Staromyshastovskaya
Staromyshastovskaya (del ruso: Старомышастовская) es una stanitsa del raión de Dinskaya del krai de Krasnodar del sur de Rusia. Está situada a orillas del río Kochety, afluente del río Kirpili, 19 km al noroeste de Dinskaya y 33 km al norte de Krasnodar, la capital del krai. Tenía 10 610 habitantes en 2010.
Es cabeza del municipio Staromyshastovskoye, al que pertenecen asimismo Vostochni, Gorlachivka y Novi. El municipio cuenta con 10 740 habitantes y 10.92 km².

## Historia
La localidad fue fundada en 1794 como uno de los primeros asentamientos de los cosacos de Zaporozhia en su reubicación en el Kubán. En un origen fue llamado Myshastovski, por el asentamiento en Ucrania del que eran originarios. En 1810 debido a las incursiones de los pueblos de la montaña y la falta de agua potable, parte de la población obtuvo autorización para emigrar a una nueva localización, fundándose en 1823 Novomyshastovskaya. El asentamiento Myshastovski pasó a ser conocido con el nombre actual.

## Cultura
Cuenta con dos escuelas primarias y una escuela de música.

## Economía y transporte
El principal sector económico es la agricultura. Cuenta con una estación (Myshastovka) en la línea Timashovsk-Krasnodar.